# 弗農瓦利 (新澤西州)
弗農瓦利（英語：Vernon Valley）是位於美國新澤西州蘇塞克斯縣的普查規定居民點。

## 人口
根據2020年美國人口普查的數據，弗農瓦利的面積為7.01平方千米，當中陸地面積為6.90平方千米，而水域面積為0.11平方千米。當地共有人口1491人，而人口密度為每平方千米212.7人。